# روابط ایران و اندونزی
روابط ایران و اندونزی (انگلیسی: Iran–Indonesia relations) روابط دو جانبه بین جمهوری اسلامی ایران و اندونزی می‌باشد و همواره روابط دو کشور گرم و دوستانه بوده‌است.
روابط ایران و اندونزی به‌طور خاص دارای اهمیت زیادی است زیرا هر دو کشور از کشورهای با اکثریت مسلمان بوده و علیرغم اختلاف در مذهب هر دو کشور مسئول ارائه جهان اسلام به صورت سراسری می‌باشند. اندونزی با ۲۴۲ میلیون پرجمعیت‌ترین کشور اسلامی است در عین حال بزرگ‌ترین جمعیت سنی در جهان را دارد در حالی که ایران بزرگ‌ترین جمعیت شیعه در جهان را داراست.
روابط دیپلماتیک دو کشور از سال ۱۹۵۰ شروع شد. اندونزی یک سفارت در تهران دارد و ایران نیز یک سفارت در جاکارتا. هر دو کشور عضو سازمان جهانی تجارت (WTO), جنبش عدم متعهد (OIC) و دی هشت می‌باشند. بر اساس گفته سرویس جهانی بی‌بی‌سی، ۳۶ درصد مردم اندونزی نسبت به نفوذ ایران نظر منفی داشته و ۳۴درصد نظر مثبت دارند.

## پیشینه
دو کشور ایران و اندونزی در سال ۱۳۳۰ (۱۹۵۱ میلادی) در سطح وزیر مختار روابط دیپلماتیک خود را برقرار کردند و در سال ۱۳۳۹ این رابطه سیاسی به سطح سفیر ارتقاء پیدا کرد. در طول سالیان مقامات عالی‌رتبه دو کشور در سفرهای مختلف با یکدیگر دیدار و رایزنی داشته‌اند.
بعد از انقلاب اسلامی ایران، اندونزی یکی از پهنه‌های فعالیت ارگان‌های مذهبی ایران مانند سازمان فرهنگ ارتباطات اسلامی، رایزنی فرهنگی، تقریب مذاهب در این کشور بوده‌است. همچنین همکارهای بین دو کشور اندونزی و ایران در مجامع و سازمان‌های بین‌المللی مانند سازمان ملل، جنبش عدم تعهد، سازمان همکاری اسلامی و دی هشت دوستانه و نزدیک بوده‌است. همچنین ایران با کشورهای اتحادیه منطقه‌ای «آ سه آن» که اندونزی نیز عضو آن است دارای روابط تجاری و اقتصادی می‌باشد و همواره مشوق گسترش رابطه بین اکو و آسه آن بوده و در اجلاس‌های مشترک این دو اتحادیه شرکت فعال دارد.

## روابط سیاسی
در اردیبهشت سال ۱۳۸۵ رئیس‌جمهور وقت ایران، محمود احمدی‌نژاد، به اندونزی سفر کرد و در این سفر ۶ سند همکاری در زمینه سیاسی، اقتصادی به امضاء رسید. در پاسخ به این سفر، رئیس‌جمهور اندونزی در اسفند ۱۳۸۶ در رأس یک هیئت بلندپایه به ایران سفر کرد و با سید علی خامنه‌ای و احمدی‌نژاد دیدار و گفتگو کرد. همچنین احمدی‌نژاد در آبان ۱۳۹۱ برای شرکت در پنجمین نشست مجمع دموکراسی بالی به اندونزی سفر کرد و با رئیس‌جمهور اندونزی، یودیونو ملاقات داشت.
در اردیبهشت ۱۳۹۴ حسن روحانی، رئیس‌جمهور ایران برای شرکت در اجلاس سران آسیا - آفریقا به اندونزی سفر کرد و علاوه بر شرکت در اجلاس با رئیس‌جمهور اندونزی نیز دیدار و گفتگو کرد.
در اردیبهشت ۱۳۹۵ اوکاناونیو علی مودین سفیر جدید اندونزی استوارنامه خود را تقدیم رئیس‌جمهور ایران، روحانی کرد. حسن روحانی در این دیدار گفت که ایران آمادگی دارد تا در بخش‌های مختلف مانند انرژی، ساخت سد، نیروگاه و پالایشگاه سرمایه‌گذاری بکند.
در دیماه ۱۳۹۴ بعد از وقایع حمله به سفارت عربستان در تهران و مشهد که باعث قطع رابطه عربستان با ایران شد، وزیر دینی اندونزی، لقمان حکیم، به منظور رفع تنش بین دو کشور پیشنهادهایی ارائه کرد که عربستان از آن استقبال نکرد و راه به جایی نبرد.
در خردادماه ۱۴۰۲ سید ابراهیم رییسی، رئیس‌جمهور ایران به این کشور سفر کرد و علاوه بر دیدار با رئیس‌جمهور این کشور پیمان نامه‌های مهمی برای ارتقای روابط دو کشور امضا شد.

## روابط اقتصادی
در اردیبهشت ۱۳۹۵ علی طیب‌نیا وزیر امور اقتصادی و دارایی ایران در سفر به جاکارتا با بامبانگ بروچونگورو وزیر دارایی اندونزی راه‌های توسعه روابط دو کشور را مورد بحث و تبادل نظر قرار داد.
شرکت نفت دولتی اندونزی در خرداد سال ۱۳۹۵ با انعقاد قراردادی اقدام به خرید ۸۰ هزار تن گاز مایع از ایران کرد.
در اسفند ۱۳۹۵ دارمین ناسوتیون وزیر هماهنگی و اقتصاد اندونزی که به ایران سفر کرده بود با وزیر ارتباطات و فناوری اطلاعات ایران «محمود واعظی» دیدار کرد. در این دیدار دو طرف در رابطه با حمایت از بخش خصوصی، گسترش روابط فرهنگی، تجارت، توسعه روابط گمرکی، افزایش حجم در بخش انرژی تبادل نظر و به رایزنی پرداختند.

## روابط فرهنگی
انجمن فرهنگی ایران و اندونزی که یک مؤسسه غیردولتی است در اندونزی در زمینه‌های فرهنگی، هنری، علمی، فنی و … فعالیت می‌کند. سایر فعالیت‌های فرهنگی ایران در اندونزی عبارتند از :  انتشار مجله اندونزیایی یوم القدس که توسط سفارت ایران منتشر می‌شود، برگزاری نمایشگاه‌های متعدد فرهنگی در جاکارتا، اهدای مجموعه کتب مرجع شیعی به کتابخانه‌ها و تأسیس رادیو ملایو در صدا و سیمای جمهوری اسلامی ایران.
هر ساله جمهوری اسلامی ایران در جشنواره اسلامی جاکارتا در آستانه ورود به ماه رمضان به صورت گسترده‌ای شرکت می‌کند. در این جشنواره نمایشگاه و فروشگاه اقلام فرهنگی و اقتصادی از برخی کشورهای اسلامی به نمایش گذاشته می‌شود که اساساً اسلامی است، مانند مسابقات قرائت قرآن، سمینارهایی در مورد بانکداری اسلامی، صنعت حلال، بررسی سیستم بهداشت تغذیه در ماه رمضان.
مرکز فرهنگی جاکارتا که توسط یک روحانی بنام حکیم الهی در سال ۲۰۰۰ تأسیس شده به عنوان یک مرکز غیردولتی توسط شیعیان این کشور اداره می‌شود. این مرکز اقدام به ترجمه کتاب‌های دینی شیعه و برگزاری جلسات مذهبی می‌کند. دفتر خامنه‌ای و مجمع جهانی اهل بیت از این مرکز حمایت و پشتیبانی می‌کنند. همچنین سازمان اهل بیت اندونزی در ژوئیه ۲۰۰۰ توسط فردی بنام جلال الدین رحمت در شهر یاندوگ تأسیس و فعالیت خود را در بیش از ۳۰ شعبه در شهرهای مختلف اندونزی گسترش داده‌است. سایر مؤسسات شیعه که در اندونزی فعالیت دارند و توسط نهادهای ایرانی حمایت و پشتیبانی فرهنگی و مالی می‌شوند عبارتند از:
- مؤسسه مطهری توسط جلال الدین رحمت
- مؤسسه الهادی توسط سید احمد بارقیه
- مؤسسه المعهد الاسلامی توسط سید حسین حسینی الحبشی
- مؤسسه الوالاالباب توسط سد زهر یحیی
- مؤسسه الکوثر و مؤسسه المنتظر[۶]

## مبارزه با قاچاق مواد و انسان در اندونزی
در مهر ۱۳۸۸ مقامات دولتی اندونزی اعلام کردند که دو زن و ۸ مرد ایرانی را که با پروازهای مختلف به جاکارتا پرواز کرده‌اند را دستگیر کرده و از آن‌ها نزدیک به ۱۰ میلیون و هفتصد هزار دلار مواد روی گردان کشف کرده‌اند. این مواد شامل ۲۶٫۸ کیلوگرم کریستال و ۲۲٫۸ لیتر مواد روی گردان بوده‌است.
در ۱۵ تیر ۱۳۹۲ پلیس اندونزی ۷۱ ایرانی را که قصد داشتند از طریق آب‌های اندونزی خود را به استرالیا برسانند دستگیر کرد. در فروردین ۱۳۹۵ پلیس اندونزی یک ایرانی را به اتهام ۵۴ کیلوگرم مواد مخدر که در بطری‌های چسب جاسازی شده بود دستگیر شد پلیس اندونزی گفت که تحقیقات نشان می‌دهد که این مواد از ایران به اندونزی قاچاق شده‌است.
در آبان ۱۳۹۶ مأموران گمرک اندونزی ۱۰ ایرانی شامل ۸ زن و ۲ مرد را که از ۴ کشور وارد جاکارتا شده بودند را دستگیر کردند. این افراد مواد مخدر همراه خود را ظروف غذا و بسته‌های لوازم بهداشتی جاسازی کرده بودند که میزان آن بیش از ۱۰ میلیون دلار ماده مخدر آنفیتامین و هروئین بود.